# Бжостовский, Циприан Павел
Циприан Павел Бжостовский (пол. Cyprian Paweł Wiktoryn Brzostowski; 1612, Михайлишки, Гродненский повет — 1688, Варшава) — государственный и дипломатический деятель Королевства Польского и Великого княжества Литовского. Отец виленского епископа Константина Бжостовского.
Чины: секретарь королевского двора с 1645, виленский стольник с 1648, писарь декретный и референдарий литовский с 1650, великий писарь литовский (1657—1672), каштелян трокский (1680—1684), воевода трокский с 1684, староста мядельский, ошмянский, быстрицкий, оранский, депутат сеймов в период правления Яна II Казимира, Михаила Корибута Вишневецкого и Яна III Собеского, сенатор.

## Биография
Представитель шляхетского рода Бжостовских герба Стремя. Его отцом был полковник литовских войск Ян Бжостовский. Обучался в виленской Академии (ныне — Вильнюсский университет), затем служил при дворе канцлера великого литовского князя Альбрехта Станислава Радзивилла, секретарь королевского двора. В 1648 году, как виленский стольник и посол (депутат) Упицкого повета, принимал участие в подписании элекции (избрания) Яна Казимира на престол. Тогда же стал литовским референдарием. В 1658 году, а также в 1661—1664 годах, в составе дипломатических миссий, и в 1667 году — как уполномоченный комиссар Речи Посполитой — участвовал в переговорах с Русским царством, окончившихся Андрусовским перемирием 1667 года.
Позже был назначен королём Яном Казимиром для осмотра тела святого Казимира.
В награду за понесенные им труды в 1670 году власти Речи Посполитой пожаловали ему 15000 польских злотых. В 1671 году он опять посетил Москву в качестве посла, затем отбыл в Варшаву с реляцией о подтверждении Андрусовского договора. После этого Бжостовский безуспешно надеялся сделаться литовским маршалком, взамен за это получил несколько староств. В 1674 году Бжостовский во время избрания короля польского и великого князя литовского предложил кандидатуру царевича Фёдора Алексеевича, но затем подписал элекцию Яна III Собеского, а в 1679—1680 годах снова был послом в Москве, пытаясь безуспешно заручиться помощью Москвы против Османской империи.
После 1680 года он заседал уже в Сенате. Так как он исполнял дипломатические поручения, то в 1683 году вновь был отправлен на границу для переговоров с русскими уполномоченными о вечном мире, который состоялся уже в 1686 году. В 1684 году Бжостовский стал воеводой трокским на место Марциана Огинского. Циприан Павел Бжостовский получил в дар от московского государя богато украшенный образ Пресвятой Богородицы, который он, в свою очередь, подарил минским иезуитам, вероятно потому, что один из его сыновей (Антон Бжостовский) был иезуитом, ректором Минской коллегии. Бжостовский скончался в 1688 году в Варшаве, его прах был погребен в Вильне у костёла святого Яна.

### Документальное наследие
Циприан Павел Бжостовский — автор дневников посольств, кроме того собирал письма, реляции и тому подобное, так что исторического материала осталось после него 13 томов. Все его записки и корреспонденция были взяты королём Станиславом Августом Понятовским как материал для дипломатического кодекса. Что сталось с этим материалом — неизвестно.